# Hahon
Le hahon (ou hanon) est une des langues de Nouvelle-Irlande, parlée par 1 300 locuteurs, dans le nord-ouest de la province de Bougainville.